# داستان یک جوان فقیر
داستان یک جوان فقیر (به ایتالیایی: Romanzo di un giovane povero) محصول ۱۹۹۵ ایتالیا فیلمی درام به کارگردانی اتوره اسکولا است. فیلم به پنجاه و دومین دوره جشنواره فیلم ونیز رسید و ایزابلا فری برنده جام ولپی برای بهترین بازیگر نقش مکمل شد.

## بازیگران
- آلبرتو سوردی: بارتولونی
- رونالدو راولو: وینچنزو پرسیکو
- ایزابلا فراری: آندرینا
- آندره دوسولیه: معاون دادستان موسکاتی
- سارا فرانکتی: مادر وینچنزو
- ماریو کاروتنوتو: پیارلیزی
- رناتو د کارمینه: وکیل کانتینی